# Srčna kraljica
Srčna kraljica (izvirno špansko Reina de corazones) je ameriška telenovela v španskem jeziku, pod katero se kot pisateljica podpisuje Marcela Citterio. 

## Zgodba
Reina Ortiz je skromna krojačica v Las Vegasu, ki sanja o pravljični poroki, kakršno imajo njene bogate klientke. Ko na priljateljičini poroki prvič sreča Nicolasa, ki je prišel v Ameriko v iskanju boljšega življenja, se zaljubita na prvi pogled. Ker čutita, da je njuna ljubezen dovolj močna, se odločita za poroko, toda do nje ne pride, saj mafijaš Victor naroči Nicolasov umor. Takrat v Reinin svet vstopi zlobna Estefania, ki jo prepriča, da je njen dragi mrtev, medtem ko se Nicolas znajde za rešetkami... Bo ljubezen premagala laži, izdajo in maščevanje?

## Igralci
- Paola Núñez - Reina Ortíz de Rosas “Reina de Corazones”
- Eugenio Siller - Javier Bolívar/Nicolás Núñez "El Dragón"/Javier de Rosas
- Juan Soler - Víctor de Rosas “El Halcón Negro”
- Catherine Siachoque - Estefanía Pérez de Hidalgo “Reina de Diamantes”
- Laura Flores - Sara Smith “Reina de Picas”/Virginia de la Vega
- Gabriel Coronel - Francisco "Frank" Marino
- Carlos Ferro - Lázaro Leiva
- Paulo Quevedo - Isidro Castillo
- Henry Zakka - Octavio de Rosas/Gerónimo de Rosas
- Sergio Mur - Fernando San Juan "El Supremo"/Patricio Picasso/Gregorio Pérez
- Geraldine Galván - Greta de Rosas Santillana/Greta de Rosas Pérez
- Pablo Azar - Juan José "Juanjo" García
- Wanda D'Isidoro - Susana Santillana de Rosas
- Maritza Bustamante - Jacqueline "Jackie" Montoya
- Jéssica Mas - Alicia Palacios "La Cobra"
- Juan Pablo Gamboa - Mauro Montalbán

## Zanimivosti
- Telenovela se je sprva začela predvajati na Voyo.si, šele kasneje na POP TV.
- Revija People en Español je naziv najboljše zlobnice za leto 2014 podelila Catherine Siachoque.
- Telenovela je imela devet nominacij za nagrade Premios Tu Mundo, vendar na koncu ni prejela nobenega kipca.
- Juan Soler, ki je doslej igral v mehiških telenovelah, se je preselil v ZDA zaradi bolj varnega življenja in se pridružil televizijski hiši Telemundo. Vloga Victoria je tudi prva zlobna vloga v njegovi igralski karieri.